# El soldadet de plom
El soldadet de plom és un conte de fades escrit per l'escriptor i poeta danès Hans Christian Andersen (1805-1875), famós pels seus contes per a nens. Va ser publicat per primera vegada el 2 d'octubre de 1838.

## Argument
El dia del seu aniversari, a un nen li regalen uns soldats de plom en una caixa. Un d'ells només té una cama, ja que no hi havia prou metall per donar-li forma completa i acabar-lo. A prop d'on és el soldadet, hi ha una bella ballarina de paper, també està dreta sobre una cama i el soldadet de plom s'enamora d'ella. Però a la nit, un follet negre d'una caixa de sorpreses li prohibeix que la miri. El soldat l'ignora i el follet l'amenaça de venjar-se, la qual cosa es produeix quan, l'endemà, el soldat cau d'una finestra i va a parar al carrer.
Dos nens el troben i el posen en un vaixell de paper que és engolit per una claveguera i més tard per un peix. El peix és capturat i cuinat, sorprenentment, a la mateixa casa de la que havia sortit. El soldat està alegre perquè podrà tornar a veure la ballarina, però inexplicablement, el nen el llença de cop i volta al foc de la xemeneia. Al mateix temps, una ràfega de vent llança també a la ballarina a les flames i ambdós es consumeixen a les flames a la vegada. Quan al
dia següent una criada neteja la xemeneia, descobreix que el soldat s'ha convertit en una figura en forma de cor.
Aquest conte va inspirar el ballet i l'obra per a titelles anomenada La Boîte à Joujoux creada per André Helle amb música del compositor francès Claude Debussy.